# Am I Blood
Gli Am I Blood sono una band thrash metal finlandese nata nel 1992 con il nome di "St. Mucus" a Helsinki, e con all'attivo cinque album registrati in studio e un EP.

## Formazione

### Formazione attuale
- Janne Kerminen - voce
- Ilves - chitarra
- Toni Grönroos - basso
- Pekka Sauvolainen - batteria (Ajattara)

### Ex componenti

#### Chitarristi
- Marko Leiviskä
- Jani Stefanovic
- Pexi Cornera
- Hans Lanblade
- Max Karling

### Batteristi
- Gary Reini

## Discografia

### Album in studio

#### Come St. Mucus
- 1995 – Natural Mutation
- 1996 – Am I Blood

#### Come Am I Blood
- 1997 – Am I Blood
- 1998 – Agitation
- 2005 – The Truth Inside the Dying Sun
- 2011 – Existence of Trauma

### EP
- 2000 – Gone With You

### Demo
- 2008 – Shadow With the Colors